# Угорники (Коломийський район)
Уго́рники  —  село в Україні, в Отинійській селищній громаді Коломийського району Івано-Франківської області. Нині в селі налічується 832 двори та мешкає 2660 осіб.

## Географія
В селі є річки Сербінь і Опришина, озеро.

## Топоніми
В селі випалювали різні гончарні вироби у печах, які називалися горни. Звідси і пішла назва Угорники. 
Існує ще дві назви села. Устерніче і Корчаків. Походження цих назв не відоме, але як вказано в  історичному джерелі ці назви 'відомі віддавна' 
Також відома давніша назва одної з річок села. Річка колись мала назву Напрашина. На сьогоднішній день це річка Опришина.

## Історія
Перша писемна згадка про село датується 1444 р.. У 1500–1600 рр. село розвивалося під патронатом родини Балабанів. На землях Угорник пізніше виникло містечко Отинія. Згідно з легендами на околиці Угорників ще 1280 р. оселилося кілька києво-печерських ченців (після поруйнування Києва ордами Батия). Тут ченці заснували Угорницький Спасо–Преображенський монастир, який діяв до 1812 р.. Саме з Угорниками пов’язано ім’я однієї з чільних постатей православ’я — Івана Желізо, який 1551 р. народився в цьому селі, у десятилітньому віці прийшов у монастир та увійшов в історію, як Іов (Йов) Почаївський, канонізований тепер до лику святих.
Село Угорники на мапі Покуття 1665 року - посилання.
1839 р. в Угорниках було відкрито дві хати-читальні (у Дубея Йосипа на вулиці Новосілка, в центрі села у Кіндрацького Юрія). При читальнях працював хор і драмгурток. Ставили народні вистави та водевілі. Найбільшу популярність мала п’єса «Зацвіла Україна кривавими слізьми» — на тематику Голодомору 1932—1933 рр.).
1862—1864 рр. — в селі була відкрита тривіальна школа, де навчалося 54 дітей. Вчителем був Панас Красіцький. 
1930—1935 рр. — будівництво початкової школи. 
1934 р. — село ввійшло до складу Тлумацького повіту, пізніше до Отинянського району.
1950—1955 рр. — добудова восьмирічної школи, директором був п. Аркадій Шпілінський, відкрито клуб і бібліотеку. 
1972 р. — відкрито новий будинок культури та бібліотеку, де працює багато гуртків та народний драматичний колектив «Горно», дипломант Всеукраїнських конкурсів драматичного мистецтва та Міжнародних Гуцульських фестивалів (керівник Віталій Крицький). 
1982 р. — в селі була відкрита державна школа, де навчалося 66 дітей. Директором школи був Порфирій Витвицький, батько Степана Витвицького — 2-го Президента УНР у вигнанні. Нині в селі працює школа ІІ ступеня, де 23 вчителі навчають 201 учня.
1982—1985 рр. — в селі збудовано адмінбудинок, дитячий садочок, магазини, пам’ятник, 10 будинків для працівників сільського господарства.

## Релігія

### Храм Святої Параскевії Сербської
1882 р. в селі відкрили церкву Святої Параскевії Сербської, нині — під юриздикцією ПЦУ, настоятель храму від 1991 р. — о. Михайло Дзіворонюк.
Щедрими жертводавцями церкви були: Михайло і Софія Паньків, що 1894 р. пожерствували кивот та дзвін, Андрій Палагняк — 1890 р. пожертвував осеночник, а родина Кафарських 2002 р. пожертвували тетрапот та ікони.

### Угорницький Свято-Преображенський монастир
Ченці, що оселилися, заснували Угорницький Спасо–Преображенський монастир, що діяв до 1812 р.. Саме з Угорниками пов'язано ім'я однієї з чільних постатей православ'я — Івана Желізо, що народився в цьому селі, у десятилітньому віці прийшов у монастир і увійшов в історію, як Іов (Йов) Почаївський, канонізований до лику святих.
За кошти Володимира Кафарського 1999 р. було збудовано капличку та пам'ятний хрест біля джерела Дзвіньоха на території колишнього монастиря. 2002 р. за ініціативи митрополита Галицького Андрія (Абрамчука) та народного депутата України В. Кафарського, місцевої влади та мешканців села починається відроження Угорницького монастиря.
В серпні 2003 р. на території монастиря було відкрито перший монастирський храм — церкву Преображення Господнього, що була перенесена з с. Тюдів, де він простола від 1856 р..
2004 р. за сприяння народного депутата України В. Кафарського було відроджено Угорницький Спасо-Преображенський монастир та побудовано капличку на території чудодійного джерела Дзвіньоха, вода з якого допомогла багатьом людям.
2007 р. відкрито другий монастирський храм — церкву Введення в Храм Пресвятої Діви Марії, перенесену з с. Делева, де вона знаходилася з часу побудови — 1853 р.. Цей старовинний храм було розібрано й відбудовано в монастирі в первісному вигляді.

## Освіта
- Степан Витвицький — український політичний діяч, юрист, журналіст, член УНДП, 2-й Президент УНР у вигнанні.
- Іван Желізо — православний святий, ігумен Почаївського монастиря, ієромонах, автор збірки моральних порад і повчань «Пчола Почаївська».
- Михайло Ковальський (1908—24.05.2000, Торонто, Канада) — магістр права та політичних наук, жертводавець. Закінчив Львівський університет, здобувши звання магістра права та політичних наук, і працював після цього у кооперації, був директором української молочарні, а потім директором «Українбанку». Водночас Михайло змолоду брав активну участь у боротьбі галицьких українців за свої права, через що неодноразово був заарештований та провів три роки у польській в'язниці. Від 1939 р. знаходився разом з дружиною Дарією (до шлюбу Муцак) на польській землі окупованій Німеччиною, а пізніше перебралася до Австрії, звідки 1949 р. подружжя емігрувало до Канади. В Торонто подружжя Ковальських заснувало вічний фонд Ковальських при Канадському інституті українських студій (КІУС) для наукових досліджень в Україні. Станом на 2000 р. капітал фонду становив 1 млн. 650 тис. доларів. Родина Ковальських спонсорувала 100 тис. доларів на переклад одного з десяти томів «Історії України-Руси» М. Грушевського[4].
- Михайло Хавлюк — перший дослідник історії Угорницького монастиря. Випустив книжку «Угорницький монастир».
- Худецький Франко-Юліан Прокопович (* 1942) — український нейрохірург, заслужений лікар України.

### Люди, пов'язані з селом
- Іван Вишенський — український релігійний та літературний діяч раннього нового часу, преподобний. Мешкав в селі у 1604—1605 рр..
- Волик Топік Павлович - сама високоінтелектуальна собака України за версією “Shmorbs”, перша собака світу яка є інтелектуально вища свого хазяїна Волика Павла Васрильовича, визнана найдобрішою собакою за версією «Shmorbs”